# Shirley Hazzard
Shirley Hazzard (30 de enero de 1931-12 de diciembre de 2016) fue una novelista, cuentista y ensayista australiano-estadounidense. Nació en Australia y también tenía ciudadanía estadounidense.
La novela de Hazzard de 1970, The Bay of Noon, fue preseleccionada para el premio Lost Man Booker en 2010,  y su libro de 2003, El gran incendio, ganó el Premio Nacional del Libro de Ficción de EE. UU., el Premio Miles Franklin y la Medalla William Dean Howells.  Hazzard también escribió no ficción, incluidos dos libros basados en sus experiencias trabajando en la Secretaría General de las Naciones Unidas, que fueron muy críticos con la organización. 

## Primeros años de vida
Hazzard nació en Sydney, hija menor  de padre galés (Reginald Hazzard) y madre escocesa (Catherine Stein Hazzard), quienes emigraron a Australia en la década de 1920 y que se conocieron mientras trabajaban para la firma que construyó el puente de la bahía de Sydney.   Asistió a la escuela para niñas Queenwood en Mosman, Nueva Gales del Sur, pero la abandonó en 1947 cuando su padre se convirtió en diplomático y fue destinado a Hong Kong. Los padres de Hazzard tenían la intención de que ella estudiara en la universidad de allí, pero ésta había sido destruida en la guerra.  En cambio, a los 16 años, comenzó a trabajar para los Servicios de Inteligencia Combinados británicos, hasta que el destino la "expulsó brutalmente":  primero a Australia, ya que su hermana estaba enferma, y luego a Nueva Zelanda, cuando su padre se convirtió en comisario australiano de comercio allí.  Dijo sobre su experiencia en Oriente que "comencé a sentir que la gente podía disfrutar de la vida, debía disfrutar de la vida". 
A los 20 años, en 1951, Hazzard y su familia se mudaron a la ciudad de Nueva York y ella trabajó en la Secretaría de las Naciones Unidas como mecanógrafa durante unos 10 años.   En 1956, fue destinada a Nápoles durante un año y comenzó a explorar Italia, que visitó frecuentemente. 

## Obra
Hazzard escribió su primer cuento, Woollahra Road, en 1960 mientras estaba en Siena, y fue aceptado y publicado por la revista The New Yorker al año siguiente. Renunció a su puesto en las Naciones Unidas y comenzó a escribir a tiempo completo.  Su primer libro, Cliffs of Fall, publicado en 1963, era una colección de historias que habían aparecido anteriormente en la revista.  Su primera novela, The Evening of the Holiday, se publicó en 1966. Su segundo, The Bay of Noon, apareció en 1970 y sigue a los británicos en Italia poco después de la Segunda Guerra Mundial.   The Guardian ha calificado El tránsito de Venus, la tercera novela de Hazzard, como su "gran avance".  Sigue a un par de hermanas de Australia que viven vidas muy diferentes en la Gran Bretaña de la posguerra. El académico estadounidense Michael Gorra escribe: "Su paisaje social resultará familiar a cualquier lector de Lessing, Murdoch o Drabble y, sin embargo, no es una novela inglesa. Hazzard carece de la preocupación por la gentileza –a favor o en contra– que caracteriza a casi todos los escritores ingleses de su generación. Tiene los ojos más agudos para los matices de clase [...] " 
La última novela de Hazzard, El gran incendio, apareció más de 20 años después.  Su protagonista es un héroe de guerra británico en Asia unos años después de la guerra. 
Además de ficción, Hazzard escribió dos libros de no ficción críticos con las Naciones Unidas: Defeat of an Ideal (1973) y Countenance of Truth (1990). Defeat of an Ideal  presenta evidencia del macartismo aparentemente extendido en la Secretaría de 1951 a 1955.  Countenance of Truth alega que altos diplomáticos internacionales estaban conscientes del pasado nazi de Kurt Waldheim, pero le permitieron ascender en las filas de la Secretaría hasta el puesto de Secretario General, una afirmación que hizo por primera vez en un artículo de 1980 en New Republic.   Su colección de cuentos, People in Glass Houses, se presenta como una sátira de "La Organización", manifiestamente inspirada en las Naciones Unidas. 
Hazzard escribió Greene on Capri, una memoria de su amistad con su marido Francis Steegmuller, un estudioso de Flaubert,  y su camarada de literatura y viajes Graham Greene, a quien conoció en la década de 1960 y consideró una influencia.   Su último trabajo de no ficción, The Ancient Shore: Dispatches from Naples (2008), es una colección de escritos sobre Nápoles en coautoría con Steegmuller. 

### Estilo y temas
Hazzard admiraba la escritura de Henry James e Ivy Compton-Burnett, y los críticos han notado similitudes con su trabajo, particularmente en el uso del diálogo.   El estilo de Hazzard ha sido calificado como "austero" y conciso. 
Los críticos han notado que los personajes y las tramas de Hazzard a menudo reflejaban eventos y personas de su propia vida. Según un comentarista, los primeros años de Hazzard "son una copia al carbón de la de Helen Driscoll" (la heroína de El gran incendio ).  Helen y su hermano, el moribundo Benedict, son descritos como "maravillosamente leídos, una pareja poética que vive en la literatura", y Hazzard dijo una vez que la poesía siempre había sido el centro de su vida.  Además, Helen Driscoll tiene que trasladarse a Nueva Zelanda, al igual que Hazzard.  De manera similar, el personaje de Elizabeth en el cuento de Hazzard "Sir Cecil's Ride" es joven, vive en Hong Kong y trabaja para Combined Services Intelligence. 
Christine Kearney escribió en The Canberra Times que la "prosa fina y formal de Hazzard presenta protagonistas altruistas que valoran el amor, la belleza y el arte, y que con frecuencia son paralizados por los filisteos o los insensibles entre ellos", y agrega, "mientras que Hazzard tiene una elegancia incomparable y controla sin esfuerzo su material, su altivez ocasional puede parecer ingenua para una audiencia contemporánea." 
Se ha sugerido que la prosa de Hazzard refleja su amor por la poesía, a través de su alusión, repetición sutil, uso de metáforas y "preocupación por todas las fuerzas invisibles que inciden en la realidad cotidiana". 
Richard Eder escribió en The New York Times que Greene en Capri "era un crucigrama de dos décadas que la novelista Shirley Hazzard comenzó ese día, asumiendo, con su habitual moderación y cortesía, el privilegio de la pequeña masonería literaria que todavía podía recitar mucha de poesía de memoria." 

## Premios y honores
En 1977, el cuento de Hazzard A Long Story Short, publicado originalmente en The New Yorker el 26 de julio de 1976, recibió un premio O. Henry.  El tránsito de Venus ganó el Premio del Círculo Nacional de Críticos de Libros de 1980,  y fue incluido en The Australian Collection, un compendio de los mejores libros de Australia.  El Gran Incendio obtuvo el Premio Nacional del Libro de 2003,  el Premio Miles Franklin de 2004 y la Medalla William Dean Howells de 2005; también fue preseleccionado para el Premio Orange de Ficción, preseleccionado para el Premio Man Booker 2004 y nombrado Libro del Año 2003 por The Economist.  The Bay of Noon fue nominado para el premio Lost Man Booker en 2010. 
Hazzard era miembro de la Academia Estadounidense de las Artes y las Letras y de la Real Sociedad Británica de Literatura, así como miembro honorario de la Academia Australiana de Humanidades.  En 1984, la Australian Broadcasting Corporation la invitó a dar las Boyer Lectures, una serie de charlas radiofónicas impartidas cada año por un destacado australiano. Las charlas se publicaron al año siguiente con el título Coming of Age in Australia.  En 2012, se celebró una conferencia en su honor en la Biblioteca de la Sociedad de Nueva York y en la Universidad de Columbia. 

## Vida personal
En 1963, Hazzard se casó con el escritor Francis Steegmuller y la pareja se mudó a Europa. Inicialmente vivieron en París, con visitas a Italia, y a principios de la década de 1970 se establecieron en Capri.  También mantuvieron un apartamento en la ciudad de Nueva York. Hazzard y Steegmuller iban a Nueva York en agosto, "para escribir en paz, ya que no hay nadie allí", y luego regresaban a Italia en otoño. 
Steegmüller murió en 1994. Hazzard murió en la ciudad de Nueva York el 12 de diciembre de 2016, a los 85 años. Se informó que padecía demencia. 

## Obras

### Novelas
- The Evening of the Holiday (1966) [36]
- The Bay of Noon (1970), preseleccionada para el premio Lost Man Booker [37]
- El tránsito de Venus (1980), ganadora del Premio del Círculo Nacional de Críticos de Libros de ficción [38]
- El gran incendio  (2003), ganadora del Premio Nacional del Libro de ficción y del Premio Miles Franklin [1] [39]

### Colecciones de cuentos
- Cliffs of Fall and Other Stories (1963)[40]
- People in Glass Houses (1967)[41]

### No ficción
- Defeat of an Ideal: A Study of the Self-destruction of the United Nations (1973)[42]
- Coming of Age in Australia (1985)[43]
- Countenance of Truth: The United Nations and the Waldheim Case (1990)[42]
- Greene on Capri: A Memoir (2000)[44]
- The Ancient Shore: Dispatches from Naples (2008) (with Francis Steegmuller)[42]
- We Need Silence to Find Out What We Think: Selected Essays (2016)

## Literatura
- Brigitta Olubas: Shirley Hazzard: a writing life, New York: Farrar, Straus and Giroux, 2022, ISBN 978-0-374-11337-7

## Otras lecturas
- Birgitta Olubas: Shirley Hazzard : a writing life, New York : Farrar, Straus and Giroux, 2022, ISBN 978-0-374-11337-7